# Выстрел (повесть)
«Вы́стрел» — четвёртая повесть Александра Сергеевича Пушкина из цикла «Повестей покойного Ивана Петровича Белкина», написанная в Большом Болдино 14 — 16 октября 1830 года и изданная в 1831 году. Эта история об отставном гусаре Сильвио и его шестилетнем ожидании мести.

## Сюжет
Повествование ведётся от лица свидетеля событий, который в бытность свою армейским офицером познакомился с Сильвио. Среди прочих отставной гусар слыл весьма угрюмым человеком, но мало кто бы решился указать ему это в лицо: Сильвио — прекрасный стрелок. Однажды, увлекаемый обстоятельствами к отъезду, Сильвио рассказывает свою историю — шесть лет назад он был участником дуэли с одним молодым повесой, который, мало того, что, стреляя первым, как будто нарочно подпортил Сильвио его фуражку, так ещё и отнёсся к ответному выстрелу весьма равнодушно (легкомысленно ел черешню, сплёвывая косточки в сторону оппонента). Взбешённый таким поведением и пренебрежением противника к смерти, Сильвио откладывает свой выстрел, подаёт в отставку и уезжает. Спустя шесть лет он узнаёт, что его обидчик женится, и решает вернуть ему долг.
Окончание этой истории рассказывает уже помещик, граф — тот самый некогда молодой повеса, оскорбивший Сильвио. Выясняется, что Сильвио его нашёл, предъявил свои права на ответный выстрел и вынудил начать дуэль заново, мотивируя это тем, что не может стрелять в безоружного человека. Увидев, что теперь-то его противнику есть, что терять, удовлетворённый Сильвио уезжает, не причинив графу вреда.
Впоследствии становится известно, что Сильвио погиб на войне за освобождение греческого народа в битве под Скулянами.
Несомненно, в образе Сильвио Александр Сергеевич Пушкин запечатлел своего лицейского товарища Сильверия Броглио́, погибшего за свободу Греции в 1824 или 1829 году.  [Киже, 18.10.2023]

## Современники
Многие современники Пушкина весь его цикл повестей сочли весьма посредственным. Особенно резко «Повести» критиковал Белинский, однако повесть «Выстрел» оценивалась им выше остальных.
Нередко «Выстрел» сравнивают с нашумевшей в 1830 году драмой «Эрнани» Гюго (у Гюго герцог де Сильва использует своё право на жизнь Эрнани, вмешательство доньи Соль, умоляющей пощадить мужа, ничего не может изменить — гибнут все), поэмой «Бал» Баратынского (1828 год) и повестью Бестужева «Вечер на бивуаке» (1823 год).
Также в повести отмечают пародии на романтические литературные штампы, в частности, реминисценции из Александра Бестужева («Вечер на Кавказских водах 1824 года» 1830 года, «Роман в семи письмах», «Гедеон», «Замок Вейден» 1821 года, «Замок Нейгаузен» 1824 года, «Изменник» и «Ревельский турнир» 1825 года). Известно, что имя главного героя Пушкин взял из романа Жюля Жанена «Мёртвый осёл и гильотинированная женщина».
Изначально «Выстрел» состоял из одной главы. Закончив её 12 октября 1830 года, Пушкин приписал, что окончание повести потеряно, и тем самым отказался от намерения продолжать повествование. В таком виде повесть носила автобиографический характер, так как содержала элементы дуэли Пушкина с прапорщиком генерального штаба А. Зубовым, произошедшей в июне 1822 года в Кишинёве. Историк Пётр Бартенев, описывая эти события и ссылаясь на очевидцев, писал, что Пушкин явился на поединок с черешнями и завтракал ими, пока Зубов стрелял первым. После того, как Зубов промахнулся, Пушкин ушёл не стреляя. Вторая глава была приписана 14 октября 1830 года.

## Адаптации
- Выстрел — повесть Александра Дюма-отца, написанная на основе повести Пушкина и включённая в сборник «Воспоминания Антони»;
- 1939 — «Выстрелы»/Coups de feu (Франция). Режиссёр Рене Барберис[фр.]
- 1941 — «Выстрел»/Un colpo di pistola (Италия), режиссёр Ренато Кастеллани.
- 1965 — «Несостоявшаяся дуэль» (пол. Wystrzal; ПНР), режиссёр Ежи Антчак.
- 1966 — «Выстрел» (СССР), режиссёр Наум Трахтенберг.
- 1981 — «Повести Белкина. Выстрел», режиссёр Пётр Фоменко.